# Clive Reston
Clive Reston é um personagem das histórias em quadrinhos americanas, publicadas pela Marvel Comics. Criado por Doug Moench e Paul Gulacy, aparecendo pela primeira vez em Giant-Size Master of Kung Fu #3 (março de 1975) na Era de Bronze das histórias em quadrinhos. 
Aparecendo inicialmente no arco de história do Mestre do Kung Fu, publicadas nos anos 70, Clive Reston era amigo de Shang-Chi, seu contato no MI6, participando da maior parte das aventuras. Seguindo uma tendência da época, ele era representado classicamente com as feições de Sean Connery. Com a derrota de Fu Manchu e o encerramento da saga, enquanto Shang-Chi partiu em uma peregrinação mundial Clive permaneceu como agente secreto. Durante seu tempo com o MI-6, ele começou um relacionamento com Leiko Wu, mas ela o deixou por Simon Bretnor, que acabou sendo o assassino louco Mordillo.
Clive apareceu meses depois, pedindo a ajuda de  Logan, seu velho amigo, e do próprio Shang-Chi. Visivelmente abatido, usando de muletas, ele revelou que o MI-6 estava cada vez mais agressivo após o "Fiasco do Ar Negro". Foi Clive quem deu informações aos X-Men e ao Mestre do Kung Fu, a respeito do interesse de Sebastian Shaw e do  Clube do Inferno no 'Elixir Vitae', herança de Fu Manchu, levando os heróis até Hong Kong.